# Cheng Yujie
Cheng Yujie, född 22 september 2005, är en kinesisk simmare.

## Karriär
Vid VM 2023 tog Cheng Yujie guld på 4×100 meter mixed medley och brons på 4×100 meter frisim. Vid OS 2024 tog hon brons på 4×100 meter frisim.